# Friedrich Alefeld
Friedrich Georg Christoph Alefeld, né le 21 octobre 1820, et mort le 28 avril 1872), est un botaniste hessois. Il a beaucoup travaillé sur la description et la taxonomie des légumes, ainsi que des espèces de la famille des Malvaceae.